# 'Abd al-Malik b. Yusuf al-Juwayni
Ḍiyāʾ al-Dīn ʿAbd al-Malik b. Yūsuf al-Juwaynī al-Shāfiʿī (in arabo امام الحرمین ضیاءالدین عبد الملك الجويني الشافعی‎?; Bushtaniqān, 12 febbraio 1028 – Bushtaniqān, 20 agosto 1085) è stato un giurista e teologo persiano sunnita.
Faqīh sunnita sciafeita e teologo (mutakallim), viene ricordato semplicemente come al-Juwaynī o come Imām al-Ḥaramayn, che significa "Guida (Imam) dei due Luoghi Santi", vale a dire La Mecca e Medina.

## Biografia
Nato in un villaggio nelle prossimità di Nīshāpūr, chiamato Bushtaniqān in Iran, al-Juwaynī fu un musulmano di grande fama, noto per le sue doti intellettuali in materia giuridica. Al-Juwaynī nacque in una famiglia di giuristi. Suo padre, Abū Muḥammad ʿAbd Allāh b. Yūsuf al-Juwaynī, era un apprezzato docente di diritto nella comunità sciafeita e suo fratello maggiore, Abū l-Ḥasan ʿAlī al-Juwaynī, era un Maestro sufi di ḥadīth.
Al-Juwaynī fu educato a Nīshāpūr, una città di alto livello culturale. A quel tempo, gli insegnamenti del madhhab sciafiita erano orientati per l'approccio teologico promosso dall'ash'arismo e per sette anni il giovane al-Juwaynī fu assorbito dallo studio dopo la morte del padre, sebbene sul suo letto di morte egli si dichiarasse pentito alquanto per tutto quel tempo passato sui libri e nei dibattiti culturali. A 19 anni cominciò a svolgere la sua professione d'insegnante.
I Selgiuchidi, all'epoca, stavano spostandosi celermente nella loro campagna di conquista dell'Iran orientale e Tughril Beg divenne il loro primo sultano. Tughril Beg aderiva alla visione mutazilita-hanafita dell'islam e, al tempo, il campo teologico ash'arita e hanafita erano dottrinariamente contrapposti, tanto che, quando Tughril Beg fu nominato wazīr a Nīshāpūr, egli proibì ad al-Juwaynī di esporre ai suoi allievi l'approccio ash'arita alla teologia.
Al-Juwayni viaggiò a La Mecca e Medina per un temporaneo soggiorno. Pensava di studiare in Hijaz per quattro anni. Durante tale periodo, al-Juwaynī divenne grandemente popolare grazie al peso esercitato da suo padre nel mondo degli studiosi e al suo stesso esilio. Si guadagnò ampio séguito e fu invitato a tornare a Nīshāpūr dal fondatore della Madrasa sciafiita, Khwāja Nizam al-Mulk. Al suo rientro, al-Juwaynī fu nominato docente di dottrina ash'arita nella Madrasa Niẓāmiyya, restandovi fino alla morte, avvenuta nel 1085. Al-Juwaynī trascorse la sua vita nello studio e nella scrittura di trattati grandemente influenti sul governo islamico. Si pensa che la maggior parte delle sue opere sia stata scritta dopo il suo rientro da Mecca e Medina.
Al-Juwaynī fu il Maestro di uno dei più influenti studiosi di tradizione islamica, particolarmente del Sufismo: al-Ghazali.

## Dottrina
Al-Juwaynī, fu un faqīh sunnita e un mutakallim, ossia uno studioso impegnato nello studio dei principi teologici, condotto con metodologia che potrebbe essere definita tipica della Teologia speculativa, e passò la sua esistenza a decifrare dai suoi testi sacri cosa un musulmano dovesse o non dovesse fare. 
Era un profondo conoscitore del Corano e dei testi di ḥadīth, oltre a essere esperto di pensiero giuridico !sciafeita e di pensiero teologico ash'arita.

## Opere
La principale opera di al-Juwaynī è il Kitāb al-Irshād ilā qawāṭiʿ l-adilla fī uṣūl al-iʿtiqād (in arabo کتاب الارشاد علی قواطع الادله فی اصول الاعتقاد‎?), una guida "alle prove conclusive circa i principi della fede".

### Fiqh,Uṣūl al-fiqh,kalām
- Ghiyāth al-umam
- Mughīth al-khalq
- Nihāya al-maṭlab fī dirāya al-madhhab
- Mukhtaṣar al-nihāya
- al-Burhān
- al-Talkhīs
- al-Waraqāt
- al-Shamil
- Kitāb al-irshād ilā qawāṭiʿ al-adilla fī uṣūl al-iʿtiqād, abbreviato spesso in al-Irshād
- al-ʿAqīda al-niẓāmiyya